# Temps de chien (série télévisée)
Pour les articles homonymes, voir Temps de chien (homonymie).
Temps de chien est une série télévisée humoristique canadienne, diffusée pour la première fois en 2023 sur Ici Radio-Canada. La série met en vedette François Bellefeuille dans le rôle d'Antoine Meilleur, un vétérinaire et ancien personnage de la télévision qui reconstruit sa vie et sa carrière aux Îles-de-la-Madeleine après avoir été déshonoré par un scandale.

## Synopsis
Animateur populaire d'une émission sur les soins aux animaux dans l'émission matinale Soleil Matin, connu comme « le Ricardo de la nourriture pour chiens », les problèmes d'Antoine Meilleur commencent lorsqu'un chien lui mord le bras en direct à l'antenne, ce qui le conduit à frapper le chien à plusieurs reprises par colère et à nuire à sa réputation. Peu de temps après, l'entreprise d'aliments pour chiens dans laquelle il est partenaire commercial est impliquée dans un scandale d'empoisonnement, ce qui conduit cette entreprise à le retirer de l'entreprise dans le cadre d'une stratégie de relations publiques, même si ce n'était pas réellement de sa faute. Il emmène sa famille aux Îles de la Madeleine pendant quelques semaines pour se cacher et réfléchir à ses prochaines actions, et est finalement convaincu de devenir associé dans une petite clinique vétérinaire dont le propriétaire actuel a du mal à gérer, en raison de la petite taille de la région et de son éloignemen. Il cherche à trouver quelqu'un d'autre prêt à reprendre son entreprise afin qu'il puisse prendre sa retraite.
La première saison se concentre principalement sur Antoine et sa famille qui apprennent à s'adapter à leur nouvelle situation. Dans la deuxième saison, après que son propre chien soit tombé dans un gouffre causé par l'érosion du littoral alors qu'il jouait à la balle, Antoine commence à se réinventer et à reconstruire sa notoriété publique en tant qu'activiste du changement climatique, en commençant par une campagne pour la mairie de l'île après que le maire actuel ait annoncé sa retraite.

## Distribution
- François Bellefeuille : Antoine Meilleur
- Émilie Bibeau : épouse d'Antoine, Kim Bélanger
- Tom Gohier : leur fils Félix
- Éric Bernier : Jean-Philippe, le frère de Kim
- Nathalie Breuer : Manon Gingras, l'ancienne associée d'Antoine qui l'a forcé à quitter le commerce de nourriture pour chiens
- Gaston Lepage : Armand Lapierre, le propriétaire vieillissant de la clinique de la Madeleine qui souhaite prendre sa retraite
- Robin-Joël Cool : Stéphane, un homme qui a déménagé dans les îles après avoir souffert d'épuisement professionnel dans sa propre carrière professionnelle antérieure à Montréal et qui vit maintenant dans une caravane près de la maison d'Antoine
- Ariel Ifergan : Mathieu Jolicœur, le rival d'Antoine qui était ravi de le remplacer au Soleil Matin
- Ariane Castellanos : Danielle, une technicienne en santé animale qui vient également chez les Madeleine pour rejoindre la clinique après avoir été renvoyée de l'entreprise d'aliments pour chiens en même temps qu'Antoine
- Steve Laplante : Pascal, le directeur de campagne d'Antoine lorsqu'il se présente à la mairie
- Sonia Cordeau : Annie Daviault, une autre figure clé de la campagne d'Antoine à la mairie

Ariel Charest, Sonia Vachon, France Pilotte, Joseph Martin, Pierre-François Legendre, Christophe Payeur, Pierre Aucoin, Samuel Gauthier, Michel Boudreau et Vincent Lafrance apparaissent également dans la série.

## Production
Bellefeuille est un ancien vétérinaire. Il est devenu humoriste à temps plein lorsque sa carrière a pris de l'ampleur. La série est filmée en partie dans la maison de vacances de François Bellefeuille.
La série a été écrite par Bellefeuille et Olivier Thivierge, et produite par Guillaume Lespérance.

## Diffusion
La série a été lancée sur ICI Tou.tv en novembre 2023,  avant une diffusion sur ICI Radio-Canada Télé à partir de janvier 2024. 
La production de la deuxième saison a été annoncée quelques jours après la première télévisée. La deuxième saison a été lancée en septembre 2024, simultanément sur ICI Tou.tv et ICI Télé.

## Récompenses
La série a reçu trois nominations aux prix Gémeaux en 2024, Bellefeuille et Cool étant tous deux nominés pour le prix du meilleur acteur dans une série comique, et Bibeau étant nominée pour le prix de la meilleure actrice dans une série comique . Cool a remporté le prix du meilleur acteur.